# N278 (België)
De N278 was een gewestweg in België tussen Perk (N227) en Machelen (N211). De weg had een lengte van ongeveer 4 kilometer.
De gehele weg had twee rijstroken voor beide rijrichtingen samen.

## Overdracht aan gemeenten
De weg werd overgedragen aan de betrokken gemeenten: Steenokkerzeel, Vilvoorde en Machelen. Het nummer N278 is aldus komen te vervallen. De weg draagt de naam Vilvoordsesteenweg, Peeterslaan (in Steenokkerzeel), Sint-Martinuslaan (in Vilvoorde), Noordstraat en Peutiesesteenweg (in Machelen).

## N278a
De N278a was een korte (1,8 kilometer lang) verbindingsweg tussen de N278 en de R22 in Vilvoorde. De route ging via de Martelarenstraat en Rollewagenstraat.